# Deoleo
Deoleo es una empresa multinacional española de alimentación centrada en el aceite de oliva y productos relacionados con el aceite de semillas, aceitunas, vinagres y salsas.
Agrupa las marcas de aceite de oliva más vendidas del mundo, con operaciones directas en once países y ventas en más de cien países. Actualmente es el segundo grupo empresarial alimenticio español por facturación anual tras Ebro Foods. Una de cada cinco botellas de aceite de oliva consumido en el mundo es de Deoleo. Cotiza en la Bolsa de Madrid con el ticker OLE.

## Historia de la empresa
A pesar de que muchas marcas de las presentes en el grupo cuentan con más de cien años de historia (Carbonell, Bertolli o Carapelli) la historia corporativa es más bien reciente.
La Sociedad Arana Maderas, S.A. creada en 1955 (esbozo del Grupo SOS) compra acciones de Interván, S. A. (dedicada a la fabricación de caramelos) y Bernabé Biosca, S.A. (confitería), dando lugar así al Grupo Industrial Arana.
Más adelante, en el período 1990-1992 se desarrolla la compra de la arrocera Hijos de J. Sos Borrás, propietaria de la marca SOS.
En 1994 se constituye la empresa SOS Arana Alimentación, fruto de la fusión de SOS con Grupo Industrial Arana. A partir de 1997 la internacionalización se convierte en la tónica del grupo, que ya ha adquirido la filial Bernabé Biosca Tunisie, S.A., dedicada al cultivo de dátiles y a la mexicana Arrocera del Trópico, S.A.
Más adelante, en 1999, se constituye Arroz SOS Sevilla, S.A. tras adquirir Arrocerías Dársena y recientemente se ha adquirido el Grupo portugués SIPA (Saludaes Produtos Alimentares, S.A.) propietaria de la marca Saludaes.
En el año 2000, SOS adquirió la empresa galletera Cuétara y el grupo pasó a denominarse SOS Cuétara. Sin embargo, sólo ocho años más tarde, en 2008, la puso en venta de nuevo y fue adquirida por Grupo Nutrexpa.
En 2010 Ebro Foods adquirió el 10% del capital social del entonces llamado Grupo SOS, en lo que supone el primer paso hacia la constitución de un gran grupo alimentario español. Las negociaciones entre ambos grupos han supuesto igualmente la compra por Ebro Foods de la división arrocera del grupo SOS por 195 millones de euros.
El 15 de julio de 2011 anunció que cambiaba el nombre de SOS Corporación Alimentaria a Deoleo.
El 30 de abril de 2014 se encontraba en proceso de restructuración accionarial tras el cual se espera que el fondo CVC Capital Partners se convierta en el accionista mayoritario con algo más de un 30% de la compañía en caso de prosperar la OPA que espera promover de ser regularizada su participación por parte del Ministerio de Hacienda y que la SEPI no intervenga en la operación. Actualmente la mayoría del accionariado lo forman empresas radicadas en España. En junio de 2014 CVC controlaba el 29,9% de las acciones de Deoleo, el principal grupo aceitero de España. Esto supuso la salida del presidente, Oscar Fanjul, y la entrada del nuevo presidente, José María Vilas. Estaba aún pendiente que la Comisión Nacional del Mercado de Valores autorice la OPA que le permitirá a la inversora británica -con sedes en Londres y la ciudad de Luxemburgo- optar al 100% de las acciones de la entidad.
En 2019 CVC, dueña del 56% del capital, preparó una reestructuración con desinversiones y salida parcial del accionariado, debido a las millonarias pérdidas de Deoleo en los últimos años.
El 17 de enero de 2020 la dirección decidió realizar el efecto acordeón mediante el cual las acciones pasaban a valer 0 para poder subsanar parte de la deuda dejando a los minoristas sin inversiones ni ahorros.
En julio de 2022, la Comisión Nacional de los Mercados y la Competencia (CNMC) impuso multas por un montante de 220.000 euros a Deoleo,  a su presidente Ignacio Silva y a tres consejeros, debido a infracciones relacionadas con el cumplimiento de las obligaciones de transparencia e integridad del mercado en los años 2018 y 2019.

## Marcas del grupo
- Aceites de oliva:
  - Carbonell (España y resto del mundo)[9]
  - Hojiblanca (España)[9]
  - Koipe (España)[9]
  - Fígaro (España)[10]
  - Elosúa (España)[10]
  - Giralda (España)[10]
  - Bertolli (Italia)[9]
  - Carapelli (Italia)[9]
  - Sasso (Italia)[9]
  - Lupi (Italia)[10]

- Otros aceites:
  - Koipesol (aceite de girasol / España)[9]
  - Giglio Oro (aceite de girasol / Italia)
  - Maya (aceite de maíz / Italia)[10]
  - Friol (mezcla de aceites vegetales para freír, Italia)[10][11]

- Diversificación:
  - Louit (vinagres, cremas de vinagre y mostazas / España)[10]

## Accionistas
En 2014 el fondo de riesgo CVC Capital Partners compró las acciones a Hojiblanca, S. Coop. And. (9,965%), quien sale del grupo; antes había comprado las acciones de Bankia (18,623%) y Banco Mare Nostrum (5,474%). Tras esa compra CVC se consolida como el primer accionista, seguido por Unicaja (10%), CaixaBank (5,28%) y Kutxabank (4,84%).
Anteriormente los accionistas de Deoleo eran Bankia-Banco Financiero y de Ahorros, antigua Caja Madrid (18,623%), Unicaja (11,349%), Jesús Ignacio Salazar Bello (9,9%), Raúl Jaime Salazar Bello (9,659%), Alvan, S.A. (4,320%), Corporación Industrial Salazar (5,339%), Ebro Foods (9,333%), Banca Cívica (5,960%), Corporación Empresarial Cajasol, S.A.U. (5,294%), Banco Mare Nostrum (5,474%), BBK (5,461%), Kutxabank (5,461%), BBK Bank (BBK Bank Cajasur, S.A.U.) (5,461%), Caixabank (5,282%), Fidelity Internacional Limited (2,006%), Hojiblanca, S. Coop. And. (9,965%), Mao Holdings (Cayman) Limited (1,891%), Teinver, S.A (3,581%), Klein, Daniel (3,33%), entre otros.